# Przegląd Oponiarski
Przegląd Oponiarski - Ogólnopolskie Czasopismo dla Serwisów Ogumienia – miesięcznik wydawany przez znajdujące się w Toruniu wydawnictwo „Górzyński i S-ka” sc, przeznaczone dla ponad 5000 (liczba według danych z tego czasopisma) polskich firm branży oponiarskiej. Stanowi platformę wymiany informacji  specjalistycznej pochodzącej od producentów ogumienia i związanych z ogumieniem akcesoriów i części motoryzacyjnych, i kierowanej do właścicieli oraz pracowników serwisów i warsztatów ogumienia.
Archiwum czasopisma na jego witrynie oferuje zdalny dostęp do szeregu opublikowanych artykułów.